# Ma chi t'ha dato la patente?
Ma chi t'ha dato la patente? è un film del 1970 diretto da Nando Cicero.

## Trama
Franco e Ciccio vivono a Roma su un barcone sul Tevere. I due sono titolari di una autoscuola ma gli affari non vanno bene, perché Ciccio si ostina a non far ottenere le patenti con le mazzette alla Motorizzazione civile.
Ciccio però cambia parere quando la coppia rimane senza la macchina per le lezioni, a causa di un furto. Per ottenere i soldi necessari a comprarne un'altra, iniziano a trovare i clienti più impensati.